# Meioneta decurvis
Meioneta decurvis är en spindelart som beskrevs av Tao, Li och Zhu 1995. Meioneta decurvis ingår i släktet Meioneta och familjen täckvävarspindlar. Inga underarter finns listade i Catalogue of Life.